# Nílus
A Nílus (arabul: النيل - an-Nīl) a Föld leghosszabb (egyes mérések alapján az Amazonas után a második leghosszabb) folyója, hosszát 6695 és 6853 km közé teszik. Útja során a forrástól a torkolatig fő mellékfolyóival tizenegy ország (Burundi, Kenya, Ruanda, Kongói Demokratikus Köztársaság, Tanzánia, Uganda, Eritrea, Etiópia, Dél-Szudán, Szudán, Egyiptom) területén halad keresztül. Egyszerűen Nílusnak a Fehér-Nílus és a Kék-Nílus kartúmi egyesülési pontjától nevezik a folyamot. A Fehér-Nílus forrása bizonytalan, valahol a Nagy-tavak környékén található Közép-Afrikában. A Kék-Nílus az etiópiai Tana-tóból ered. A folyó északi részén szinte kizárólag sivatagi területeken halad át, majd Szudánon keresztül érkezik Egyiptomba, ahol óriási deltatorkolatot alkotva ömlik a Földközi-tengerbe. Rajta található a világ egyik legnagyobb vízerőműve, az egyiptomi Asszuáni-gát.
A folyam mentén alakult ki a civilizáció egyik bölcsője: az ókori Egyiptom mintegy négyezer évig állt fenn a Nílus völgyében. A terület a középkorban is megőrizte jelentőségét, Egyiptom sokáig az iszlám világ és a tágabb értelemben vett Közel-Kelet legerősebb állama volt, a kultúra és a tudomány világjelentőségű központja. Fővárosa, Kairó, a Nílus és egész Afrika legnagyobb metropolisza ma is az arab világ központja.

## Nevének eredete, etimológia
Két neve volt az ókori Egyiptomban: Hápi, amely név a folyó egyiptomi istenét, a termékenység és a megújulás istenét jelentette, valamint Iteru - ként is nevezték, a szó jelentése nagy folyó. A Nílus név a görög Neliosz-ból ered, ami folyóvölgy-et jelent.
A kőkor óta alapvető szerepet töltött be az egyiptomi kultúrában.

## Forráságai
Két fő forrásága van, a Fehér-Nílus és a Kék-Nílus. Az utóbbiból származik a Nílus vizének többsége, azonban az előbbi a hosszabb. 

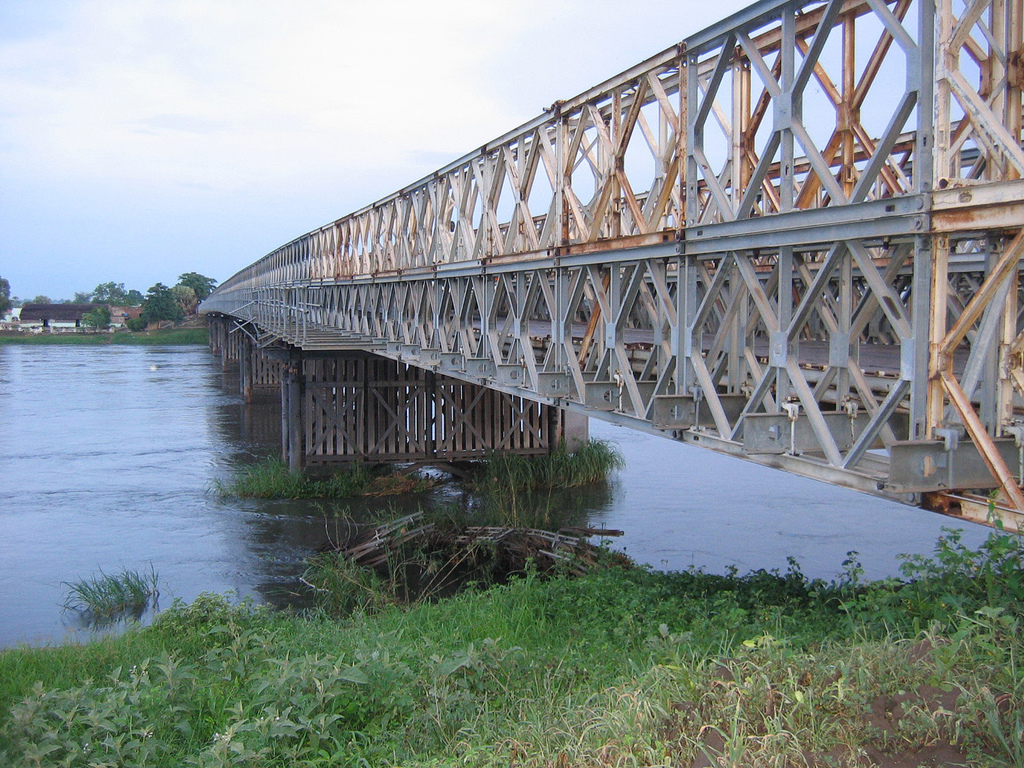
Híd a Fehér-Nílus felett Juba városában, Dél-Szudánban

### A Fehér-Nílus
A Fehér-Nílus Közép-Afrikából ered, legtávolabbi forrása Ruandában található, innen folyik észak felé Tanzánián, a Viktória-tavon és Ugandán keresztül, mígnem a szudáni főváros, Kartúm közelében találkozik a Kék-Nílussal. A folyó hossza 3700 km, vízgyűjtő területe 1 800 000 km² nagyságú, átlagos vízhozama 878 m³/s. Szudán, Dél-Szudán, Ruanda, Tanzánia és Uganda területén halad keresztül. Főbb nagyvárosok a folyó partján: Jinja, Juba, Kartúm. 

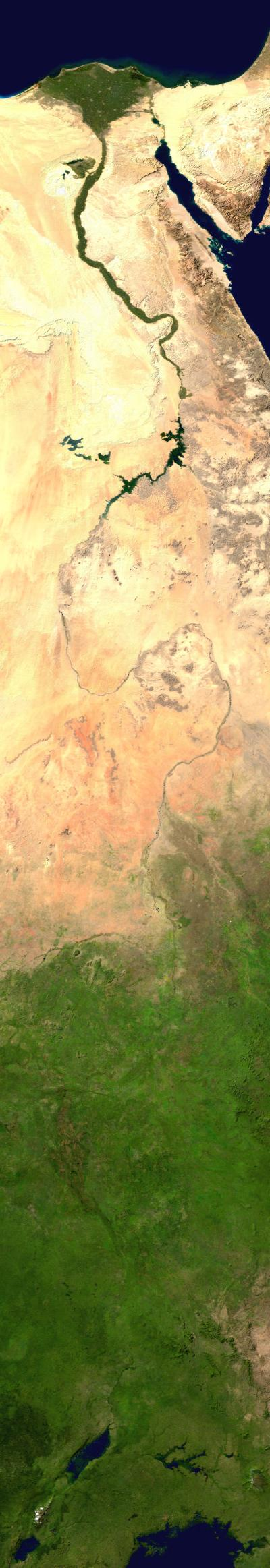
Kompozit műholdkép a Nílusról és a Fehér-Nílusról

### A Kék-Nílus

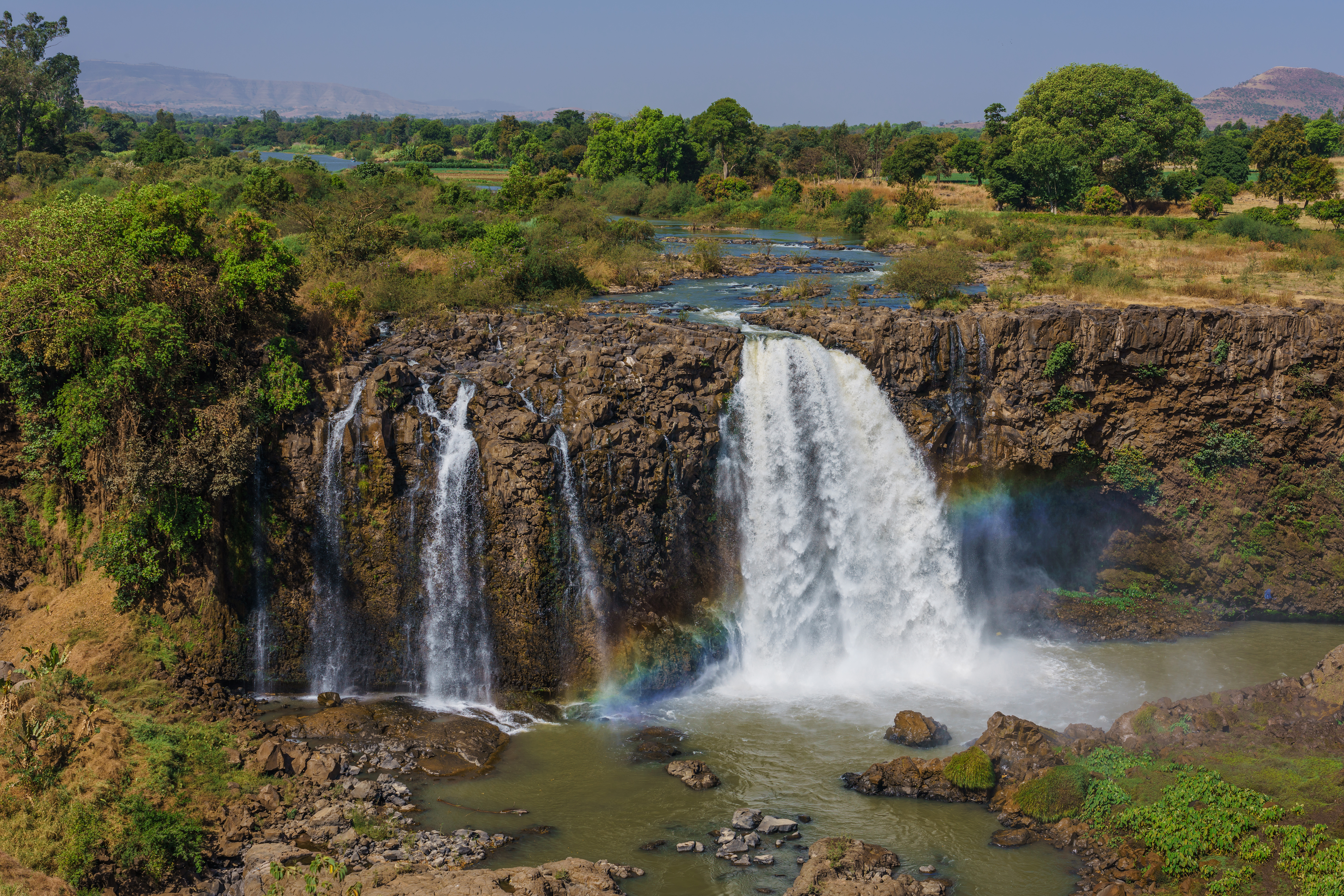
Vízesés a Kék-Níluson Bahar Dar város közelében, Etiópiában

A Kék-Nílus forrása a Tana-tó, mely 1830 m tengerszint feletti magasságban fekszik az Etióp-magasföldön. A folyó hossza 1350 km, jobb mellékfolyója a Dinder. Útja során Szudán és Etiópia területét érinti, főbb nagyvárosok a folyó mentén: Ad Damazin, al-Bahri, Sennar, Wad Madani, majd Kartúmnál a Fehér-Nílussal egyesülve ömlik a Nílusba.
A Kék-Nílus a Nílus teljes vízhozamának 56%-át adja, a szintén az Etióp-magasföldön eredő Atbara folyóval együtt pedig a vízhozam 90%-át, a hordalékok 96%-át biztosítja. E két folyó okozta a Nílus áradásait, mely az ókori egyiptomi civilizáció kialakulásának nélkülözhetetlen feltétele volt. Jellemző, hogy a Kék-Nílus igen nagy mennyiségű hordalékot szállít, mivel az etióp esős évszakban a sok csapadék hatására az erózió megnövekedik, és nagy mennyiségű iszap kerül a folyóba, nevét is a sötét színű hordalékról kapta. A hordalék vulkáni működésből előkerült földet, illetve dzsungeli eredetű növénymaradványt tartalmaz, amely termékennyé tette a part menti talajt, ezért az egyiptomiak nagy mennyiségű haszonnövényt, így gabonát tudták termelni. A nedves évszakban (augusztus végén) a Kék-Nílus vízhozama elérheti az 5663 m³/s-ot, a száraz évszakban ez az érték csak 113 m³/s.

## Deltatorkolata
A Nílus deltatorkolata 24 000 km² területű, legnagyobb városa Kairó. Hosszan elterülő alluviális síkja igen termékeny terület, kiválóan alkalmas mezőgazdasági művelésre, ebből következik hogy igen sűrűn lakott. Az Asszuáni-gát megépítése, valamint a túlzott öntözés hatására a folyó kevesebb vizet és hordalékot szállít, így a delta napjainkban már nem épül tovább. Becslések szerint a gát megépítése előtt a folyam torkolatvidékének területe évente átlagosan 4 km²-t nőtt.

## Élővilág
A Nílusban több mint 120 halfaj él, ezeknek negyede számít endemikus fajnak. Főbb halfajai közé tartoznak a nílusi sügér (Lates niloticus), a harcsafélék és a pontyfélék. A folyóról sok állatfaj kapta már nevét, többek között a nílusi krokodil (Crocodylus niloticus), nílusi lúd, a nílusi repülőkutya és a nílusi víziló.

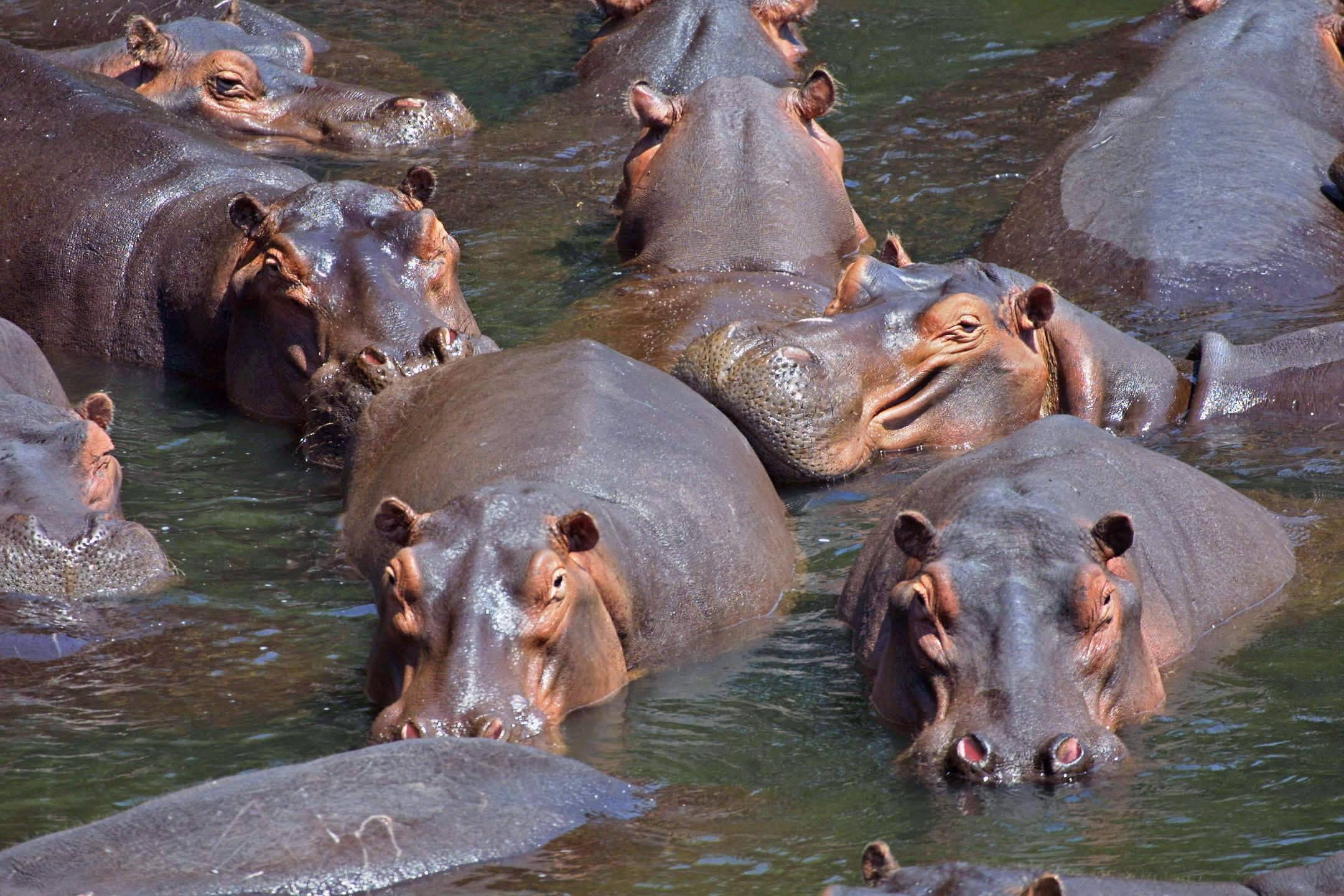
Nílusi víziló
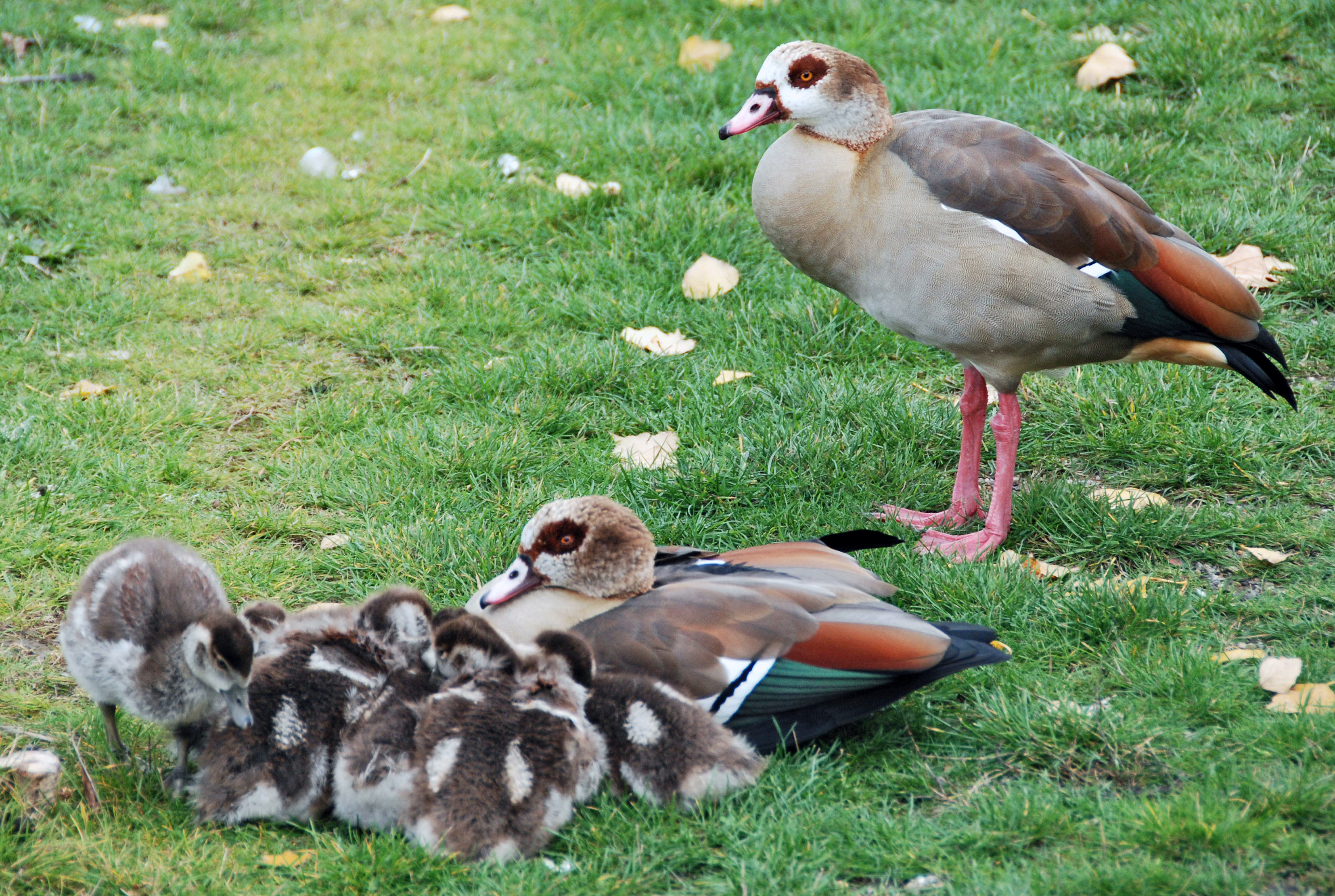
Nílusi lúd család
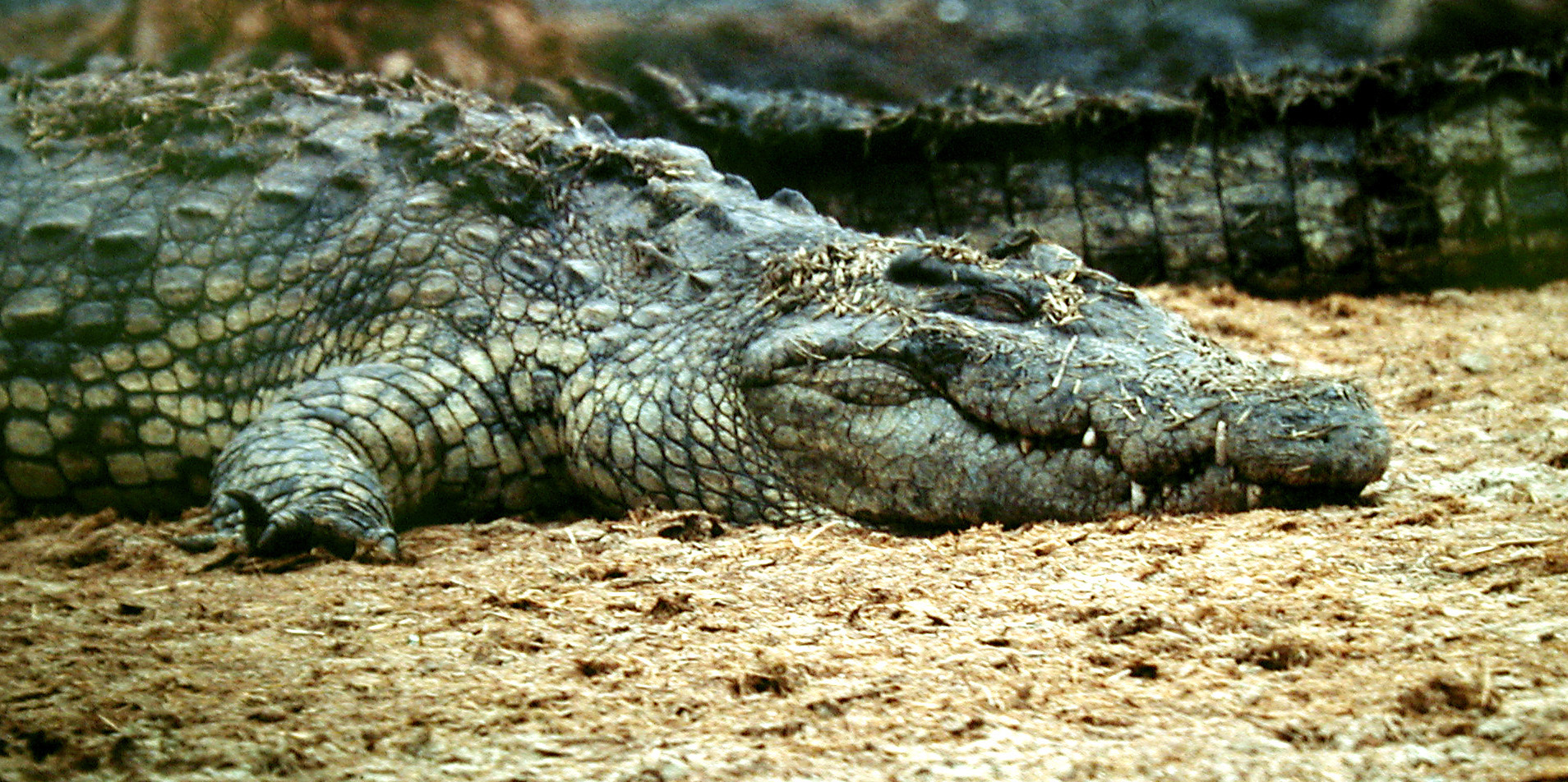
Nílusi krokodil
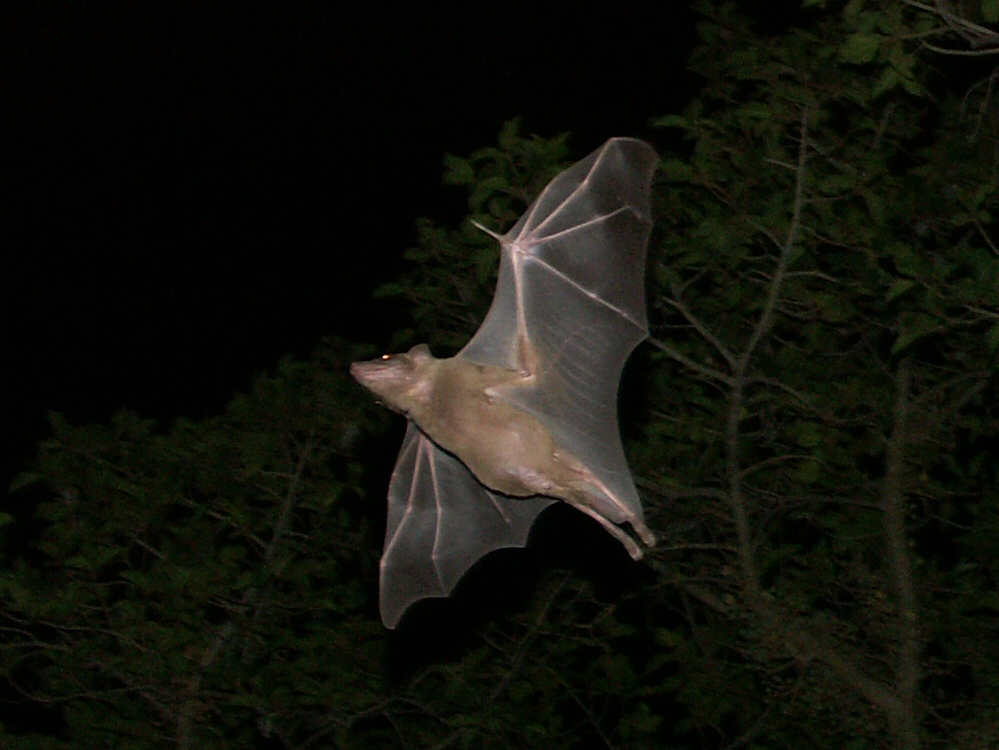
Nílusi repülőkutya

## Hidrológia

### Mellékfolyói
| Nyugati oldali mellékfolyói: - Bahr al-Ghazal - Wadi al-Malik (gyakran kiszárad) - Wadi Howar ( Sárga Nílusnak is nevezik) | Keleti oldali mellékfolyói: - Atbara (Fekete Nílus) - Kék-Nílus - Sobat |

### Vízesések
- Rusumo-vízesés
- Kuruma-vízesés
- Ripon-vízesés
- Owen-vízesés
- Buiagali-vízesés
- Murchison-vízesés

### Csatornák
A hajózást elősegítő mesterséges csatornák listája:
- Bahr Yusuf
- El Muhit
- Giseh-csatorna
- Ibrahim-csatorna
- Ismailia-csatorna
- Jonglei-csatorna

## Városok

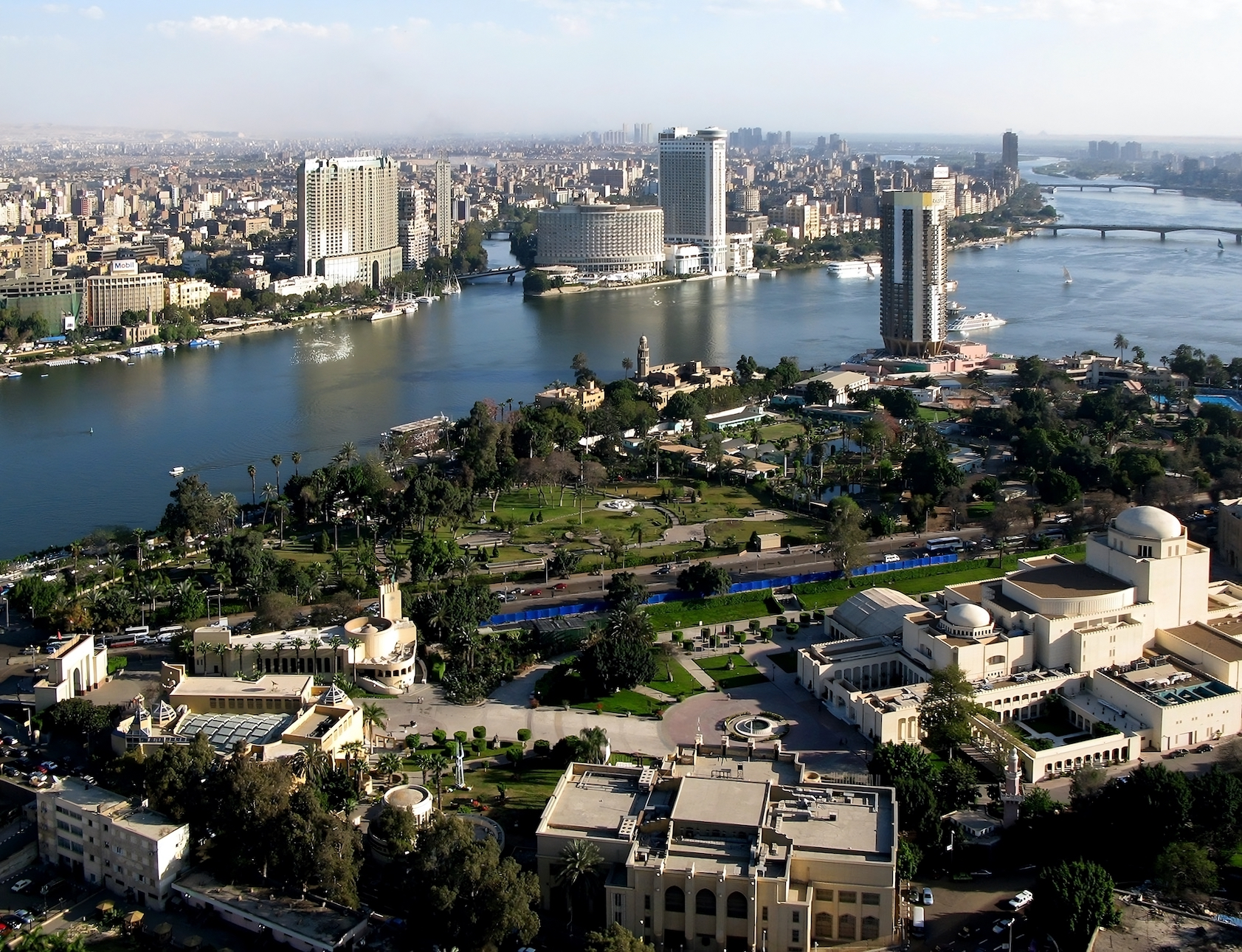
A Nílus Kairónál

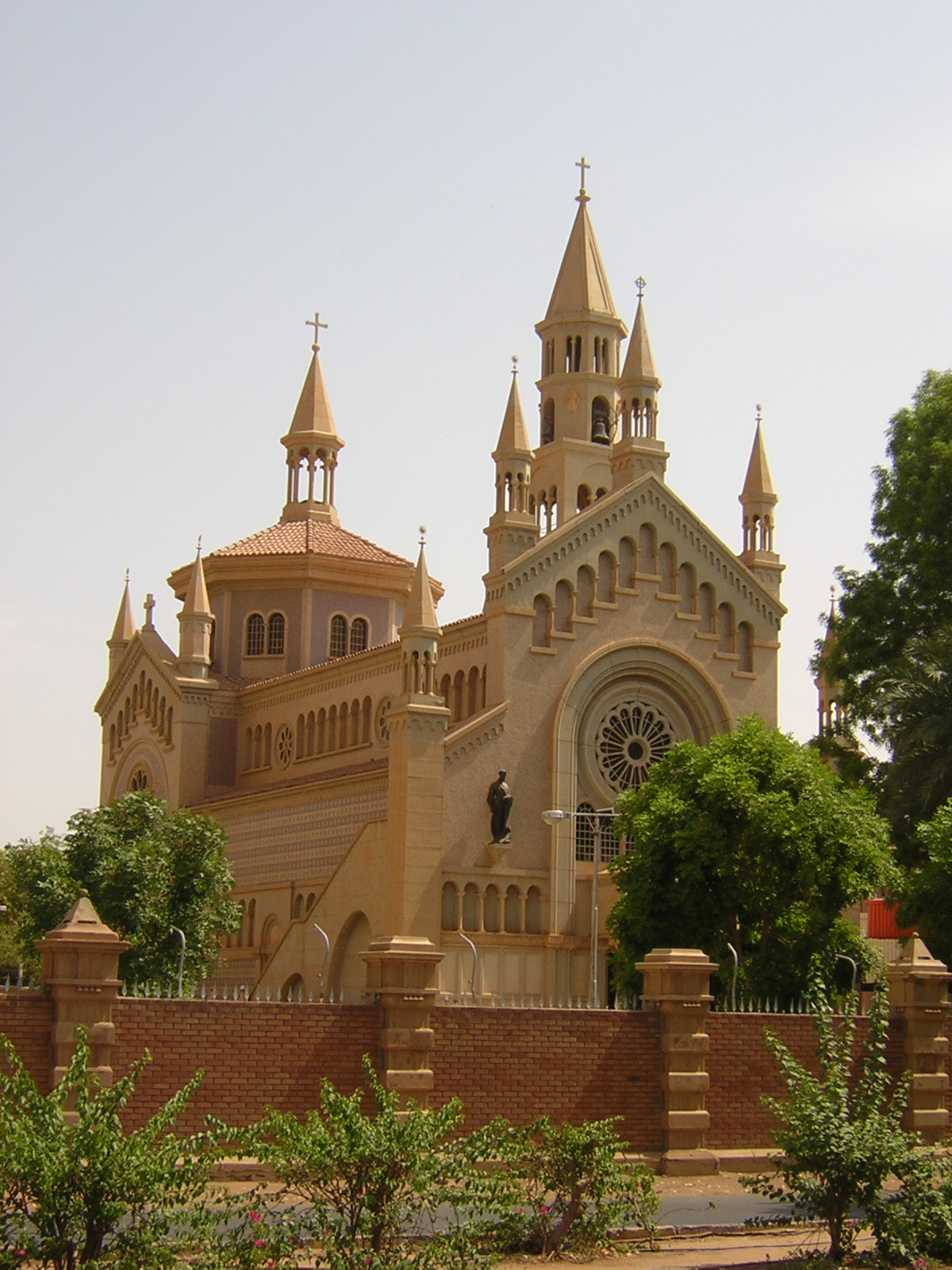
Katolikus katedrális Kartúmban

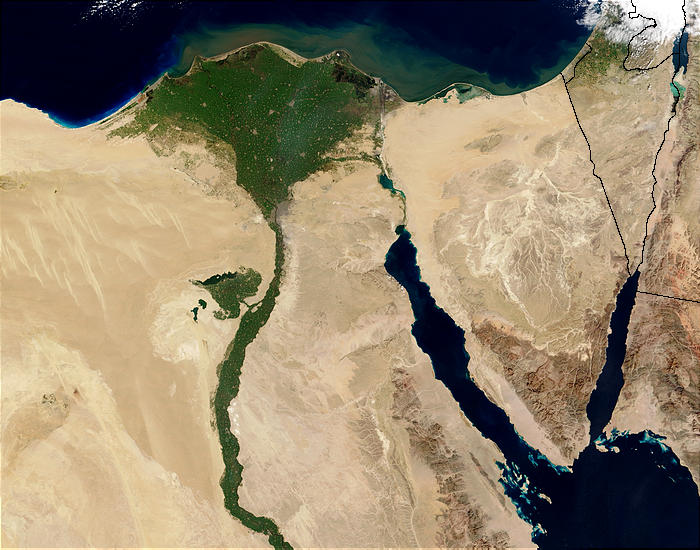
A Nílus deltatorkolata

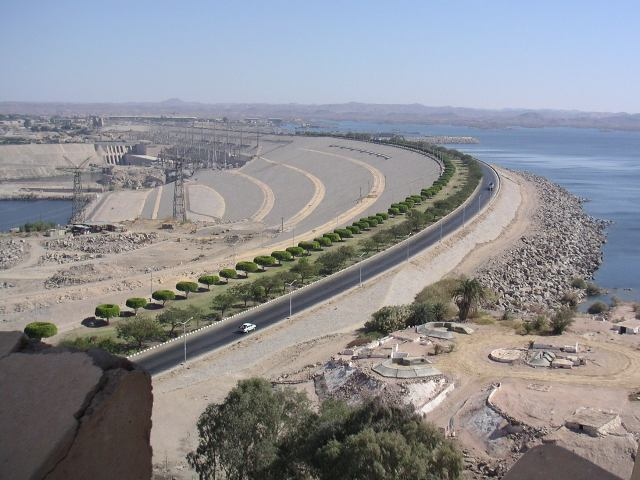
Az Asszuáni-gát

| Városok a Nílus mellett: 1. Kairó Egyiptom fővárosa 2. Kartúm (Szudán) 3. Kigali (Ruanda) 4. Kampala (Viktória-tó mellett) 5. Jinja (Uganda) 6. Juba (Szudán) 7. Malakal (Szudán) 8. Kusti (Szudán) 9. Rabak (Szudán) 10. Omdurmán (Szudán) 11. Bahri (Szudán) 12. Atbara (Szudán) 13. Vádi-Halfa (Szudán) | Egyiptomi városok a Nílus közelében: 1. Asszuán 2. Luxor 3. Kena 4. Szohág 5. Aszjút 6. Minja 7. Beni Szuef 8. Fajjúm | Városok a Nílus deltájában: 1. Kairó 2. Gíza 3. Héliopolisz 4. Imbaba 5. Banha 6. Sibin el-Kóm 7. Iszmailija 8. Zagázíg 9. Tanta 10. al-Mahallat al-Kubra 11. Manszúra 12. Naukratisz 13. Damanhur 14. Kafr es-Sejk 15. Alexandria 16. Port Szaíd |

### Kairó
Kairó Egyiptom fővárosa, Afrika és a Közel-Kelet legnagyobb városa, a világ 13. legnépesebb városa, lakossága meghaladja a 16 millió főt. 3435 négyzetkilométeres helyen fekszik, a nigériai Lagos régiója mellett ez Afrika legnagyobb agglomerációja. Kairó a Nílus folyó partján és szigetein fekszik, Egyiptom északi részén, délre attól a ponttól, ahol a folyó kilép a sivatagi völgyéből és három részre ágazik a Nílus-deltát kialakítva. A város magában foglal két szigetet, Gezīra és Roda. A folyó nyugati oldalán Kairóval szomszédos kormányzóság al-Dschīza (el-Gīza), ahol többek közt olyan történelmi területek találhatók, mint Gíza. A város földrajzi koordinátái: északi szélesség 30°03' és keleti hosszúság 31°15'.

### Kartúm
Kartúm Szudán fővárosa, teljes lakossága meghaladja az egymilliót, ezzel az ország második legnagyobb városa, de szomszédaival, al-H̱artūm al-Bahrī (Észak-Kartúm) és Omdurmán várossal együtt négymilliós metropoliszt alkot. A város azon a helyen épült, ahol az Ugandából érkező Fehér-Nílus és az Etiópiából érkező Kék-Nílus egyesül. Az itt egyesülő folyó tovább kanyarog északra Egyiptom és a Földközi-tenger felé.

### Kigali
Kigali a Ruandai Köztársaság fővárosa és messze legnépesebb városa. Itt találhatóak az állami intézmények, valamint a város közlekedési csomópont, főutak találkozási pontja. Mint főváros, és a környező ónbányák és kávéültetvények központja Kigali lakossága gyors növekedésnek indult, s az 1980-as évek közepére elérte a 160 ezres lélekszámot. A főváros lakosságának 90%-át a hutuk, 10%-át pedig a tuszik teszik ki. Az európaiakat kevés német, belga, és francia üzletember képviseli.

### Kampala
Kampala Uganda fővárosa és egyben legnépesebb városa, mely az ország déli részén, a Viktória-tó közelében helyezkedik el. Itt található Uganda gazdasági, közigazgatási, politikai és pénzügyi központja.

## Fordítás
- Ez a szócikk részben vagy egészben a Nile című angol Wikipédia-szócikk fordításán alapul.  Az eredeti cikk szerkesztőit annak laptörténete sorolja fel. Ez a jelzés csupán a megfogalmazás eredetét és a szerzői jogokat jelzi, nem szolgál a cikkben szereplő információk forrásmegjelöléseként.
- Ez a szócikk részben vagy egészben a Nil című német Wikipédia-szócikk fordításán alapul.  Az eredeti cikk szerkesztőit annak laptörténete sorolja fel. Ez a jelzés csupán a megfogalmazás eredetét és a szerzői jogokat jelzi, nem szolgál a cikkben szereplő információk forrásmegjelöléseként.